# Mount Hope No. 279 (Saskatchewan)
Mount Hope è una municipalità rurale della provincia canadese del Saskatchewan, nella Divisione N.10. Fa parte della SARM Division No. 5.
Secondo il censimento del 2024, la municipalità aveva 546 abitanti.

## Geografia
Le seguenti località rientrano nella municipalità di Mount Hope:
- Last Mountain
- Tate

## Storia
L'11 dicembre 1911 Mount Hope è stato incorporato ufficialmente come municipalità rurale.